# KTDS
株式会社KTDSは、韓国のITサービス企業。韓国最大の通信事業体KTのグループ企業である。
2008年8月1日、KTとKTFの共同出資により、ITサービス業体として「KTデータシステム」（KT DataSystems）が資本金120億ウォンで設立された。KTのITサービス事業部の約500人が新設法人に移り、KTF社からの約70人を加え、約600人の職員で発足。創立1周年である2009年8月1日には社名の正式名称を「KTDS」に変更した。
ITシステム設計、開発、構築、運営、維持補修、使用者支援業務などKTグループの全社的ITサービス業務を担当している。